# Lyngholmen
Ne doit pas être confondu avec Lyngholmen (Fjell), Lyngholmen (Lundøya), Lyngholmen (Lindås) ou Lyngholmen (Øygarden).
Lyngholmen est une île norvégienne du comté de Hordaland appartenant administrativement à Manger.

## Description
Rocheuse et couverte de quelques arbres, elle s'étend sur environ 180 m de longueur pour une largeur approximative de 68 m.